# Symphonie Pyrénéenne

La Sinfonía pirenaica (Symphonie Pyrénéenne), est composée par Jesús Guridi en 1945 et créée le 8 février 1946 à Bilbao par l'Orchestre municipal de Bilbao, dirigé par Jesús Arámbarri. La symphonie,  inspirée par les Pyrénées
« aux couleurs chatoyantes, riche en événements et en densité », a une durée d'environ 49 minutes et se compose de trois mouvements : 
1. Andante sostenuto — Allegro molto moderato
2. Presto ma non troppo
3. Allegro brioso

Les trois mouvements sont basés sur la forme sonate, tandis que le langage harmonique reflète la musique folklorique basque à travers l'utilisation de l'altération des tierces et les septièmes dans une tonalité majeure. Alors que c'est une symphonique sans programme, elle est très proche de la forme d'un poème symphonique et comporte des effets descriptifs.
La partition a été publiée en 2007 à Barcelone.

## Enregistrement
Orchestre symphonique de Bilbao, dir. Juan José Mena (17-21 février 2003, Naxos 8.557631) (OCLC 936682355).